# Шапероны

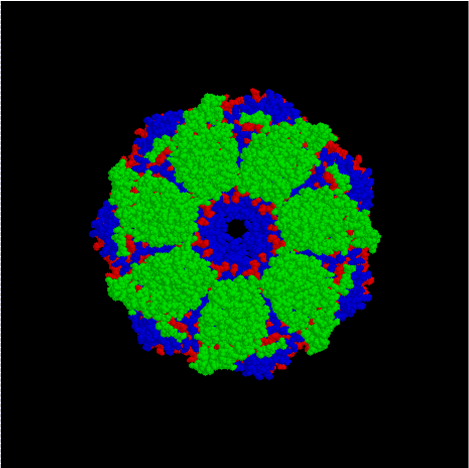
Изображение модели комплекса бактериальных шаперонов GroES и GroEL (вид сверху).

Шаперо́ны (англ. chaperones) — класс белков, главная функция которых состоит в восстановлении правильной нативной третичной или четвертичной структуры белков, а также образование и диссоциация белковых комплексов.
Термин «молекулярный шаперон» впервые был использован в 1978 году в работе Рона Ласки, профессора эмбриологии из Кембриджского университета при описании ядерного белка нуклеоплазмина, способного предотвращать агрегирование белков-гистонов с ДНК при образовании нуклеосом. Шапероны есть во всех живых организмах, и механизм их действия, нековалентное присоединение к белкам и их «расплетение» с использованием энергии гидролиза АТФ, также консервативен.

## Функции
Многие шапероны являются белками теплового шока (англ. heat shock proteins, НSP), то есть белками, экспрессия которых начинается в ответ на рост температуры или другие клеточные стрессы. Тепло сильно влияет на фолдинг белка, а некоторые шапероны участвуют в исправлении потенциального вреда, который возникает из-за неправильного сворачивания белков. Другие шапероны участвуют в фолдинге только что созданных белков в тот момент, когда они «вытягиваются» из рибосомы. И хотя большинство только что синтезированных белков могут сворачиваться и при отсутствии шаперонов, некоторому меньшинству обязательно требуется их присутствие.
Помимо этого, шапероны имеют высокие регенеративные функции. Они борются с первопричиной старения кожи. Вырабатываясь в клетках кожи, шапероны способствуют нормальной укладке белков в стабильные четвертичные структуры. На основе белков теплового шока уже создаются новые поколения гелей с шаперонами, которые помогают коже получить недостающие белки, ведь продукция шаперонов уменьшается с возрастом.
Другие типы шаперонов участвуют в транспортировке веществ сквозь мембраны, например в митохондриях и эндоплазматическом ретикулуме у эукариот. Рецепторы глюкокортикоидов образуют в цитозоле комплекс с шапероном, что препятствует связыванию рецептора с молекулой ДНК.
Шапероны классифицируют в соответствии с их молекулярной массой: HSP104, HSP100, HSP90, HSP70, HSP60, HSP40 и малые шапероны (sHSP).

## Роль в болезнях человека
Продолжают обнаруживаться новые функции шаперонов, например, участие в разрушении белка, деятельности бактериального адгезина и в реакциях на заболевания, связанные с агрегацией белков: муковисцидоза и лизосомных болезней накопления, — а также нейродегенеративных расстройств, таких как болезни Альцгеймера, Хантингтона и Паркинсона.
Важность нормальной работы шаперонов для функционирования организма может быть проиллюстрирована на примере шаперона α-кристаллина, входящего в состав хрусталика глаза человека. Мутации в этом белке приводят к помутнению хрусталика из-за агрегирования белков и, как результат, к катаракте.